# Powrót Arsène’a Lupin
Powrót Arsène’a Lupin (fr. Le Retour d'Arsène Lupin) – serial telewizyjny produkcji francuskiej, zainspirowany cyklem powieści Maurice’a Leblanca o przygodach Arsène’a Lupin, dżentelmena włamywacza.
Serial składał się z dwunastu odcinków w koprodukcji telewizji FR3, włoskiej RAI Due, belgijskiej RTBF, szwajcarskich TSR i TSI, we współpracy z innymi krajami europejskimi (Niemcy, Polska, Jugosławia, Portugalia). Miał on swoją premierę 10 listopada 1989 roku na kanale FR3.
Ośmioodcinkowa kontynuacja, zatytułowana Nowe przygody Arsène’a Lupin (fr. Les Nouveaux Exploits d'Arsène Lupin), była transmitowana od 20 maja 1995 do 7 lipca 1996 roku na kanale FR3.
Pierwsza seria przedstawia przygody słynnego włamywacza-dżentelmena z lat 30. XX wieku, a druga – z lat 40. XX wieku.

## Główne role

### Sezon pierwszy
- François Dunoyer jako Arsène Lupin
- Anna Condo jako Lisa
- Éric Franklin jako Grognard
- Paul Le Person jako komisarz Ganimard
- Rade Šerbedžija jako Herlock Sholmès
- Branko Cvejic jako Watson
- Yolande Folliot jako Mercédès
- Catherine Alric jako Cissy

### Sezon drugi
- François Dunoyer jako Arsène Lupin
- Paul Le Person jako komisarz Ganimard
- Franck Capillery jako Grognard
- Joseph Sartchadjev jako Herlock Sholmès
- Valentin Ganey jako Watson
- Corinne Touzet jako Patricia
- Charlotte Kady jako Gloria

## lista odcinków

### Sezon pierwszy
1. Le Médaillon du pape (fr. 10 listopada 1989)
2. Lenormand, chef de la sûreté (fr. 17 listopada 1989)
3. Towarzyszka Tatiana (fr. La Camarade Tatiana; 24 listopada 1989)[3]
4. Le Triangle d'or (fr. 1 grudnia 1989)
5. Un savant bien tranquille (fr. 8 grudnia 1989) (spotkanie z Albertem Einsteinem i Auguste'em Piccardem)
6. Les Flûtes enchantées (fr. 15 grudnia 1989)
7. Le Canon de Junot (fr. 22 grudnia 1989)
8. Les Dents du tigre (fr. 29 grudnia 1989)
9. Zapomniana melodia (fr. Un air oublié; 5 stycznia 1990)[3]
10. La Sorcière aux deux visages (fr. 12 stycznia 1990)
11. La Comtesse de Cagliostro (fr. 19 stycznia 1990) (spotkanie z Salvadorem Dalí)
12. Le Bijou fatidique (fr. 26 stycznia 1990)

### Sezon drugi
1. Cesarska tabakierka (fr. La Tabatière de l'empereur; 20 maja 1995)
2. La Robe de diamants (fr. 3 czerwca 1995)
3. Requins à La Havane (fr. 17 czerwca 1995) (spotkanie z Ernestem Hemingwayem i Lucky Luciano)
4. Rencontre avec le docteur Freud (fr. 9 września 1995) (spotkanie z Sigmundem Freudem)
5. Le Masque de jade (fr. 4 listopada 1995)
6. Herlock Sholmes s'en mêle (fr. 9 grudnia 1995)
7. Les Souterrains étrusques (fr. 10 grudnia 1996)
8. L'Étrange Demoiselle (fr. 7 lipca 1996)